# Romantic Revolution
『Romantic Revolution』は、日本のロックバンド、PERSONZがインディーズ時代にリリースしたミニアルバム。1989年に大ヒットしたシングル『DEAR FRIENDS』のオリジナル版も収録されている。
1992年には、本作と2枚目のミニアルバム『POWER-PASSION』とをカップリングしたCD『Romantic Revolution/POWER-PASSION』がリリースされている。

## 収録曲
| 全作詞: JILL、全作曲・編曲: PERSONZ。 |                    |       |            |      |
| #                                     | タイトル           | 作詞  | 作曲・編曲 | 時間 |
| 1.                                    | 「Modern Boogie」  | JILL  | PERSONZ    | 1:37 |
| 2.                                    | 「Mystery Hearts」 | JILL  | PERSONZ    | 5:30 |
| 3.                                    | 「PARADE」         | JILL  | PERSONZ    | 4:30 |
| 4.                                    | 「Dear Friends」   | JILL  | PERSONZ    | 5:13 |
| 合計時間:                             | 合計時間:          | 16:50 |            |      |

## 品番
LP: HU-1002